# Aloe kraussii
Aloe kraussii ist eine Pflanzenart der Gattung der Aloen in der Unterfamilie der Affodillgewächse (Asphodeloideae). Das Artepitheton krausii ehrt den deutschen Naturforscher Christian Ferdinand Friedrich Krauss (1812–1890).

## Beschreibung

### Vegetative Merkmale
Aloe kraussii wächst stammlos oder sehr kurz stammbildend, ist einfach oder bildet kleine Gruppen. Die Wurzeln sind spindelförmig. Die acht bis zehn linealischen spitz zulaufenden Laubblätter sind anfangs zweizeilig und bilden im Alter Rosetten. Die trübgrüne Blattspreite ist 30 bis 40 Zentimeter (selten bis zu 60 Zentimeter) lang und 3,5 Zentimeter (selten bis 5 Zentimeter) breit. Auf der Blattunterseite sind gelegentlich nahe der Basis einige wenige weiße Flecken vorhanden. Die winzigen Zähne am schmalen weißen Blattrand verschwinden zur Blattspitze hin.

### Blütenstände und Blüten
Der einfache Blütenstand erreicht eine Länge von bis zu 40 Zentimeter. Die dichten, kopfigen Trauben sind 30 bis 40 Zentimeter lang. Die lanzettlich-deltoiden Brakteen weisen eine Länge von etwa 15 Millimeter auf. Die zitronengelben bis gelben Blüten stehen an 35 Millimeter langen Blütenstielen. Die Blüten sind 16 bis 18 Millimeter lang und an ihrer Basis verschmälert. Oberhalb des Fruchtknotens sind die Blüten zur Mündung verengt. Ihre äußeren Perigonblätter sind fast nicht miteinander verwachsen. Die Staubblätter und der Griffel ragen kaum aus der Blüte heraus.

## Systematik und Verbreitung
Aloe kraussii ist in der südafrikanischen Provinz KwaZulu-Natal auf grasigen Hängen in einer Höhe von 500 bis 1000 Metern verbreitet.
Die Erstbeschreibung durch John Gilbert Baker wurde 1880 veröffentlicht.

## Nachweise